# Мишел Мартин
Мишел Мартин (ир. Micheál Martin; Корк, 1. август 1960) је ирски политичар из партије Фијане Фол који обавља функцију тишоха од јануара 2025. године, након што је претходно обављао ту функцију од 2020. до 2022. године. Мартин је обављао функцију председника партије Фијана Фол, министра спољних послова и министра одбране од децембра 2022. до јануара 2025. године. Био је лидер партије Фијана Фол од јануара 2011. године и посланик парламента за Јужно-централни Корк од 1989. године. Претходно је био лидер опозиције од 2011. до 2020. године и обављао је разне функције у влади под Бертијем Ахерном и Брајаном Ковеном.
Рођен у Корку, Мартин је у почетку радио као наставник пре него што је ушао у политику. Изабран је у Градско веће Корка 1985. године, а обављао је функцију градоначелника Корка од 1992. до 1993. године. Године 1989. први пут је изабран у Дејл Ејренан за Корк Јужни-Централ, место које представља и од тада. Након победе Фијане Фол на општим изборима 1997. године, Тишох Берти Ахерн именовао је Мартина у кабинет за министра образовања и науке. Године 2000, Мартин је именован за министра здравља и деце. Године 2004, током свог мандата као министар здравља, Мартин је био познат по увођењу забране пушења дувана на свим ирским радним местима, чиме је Ирска постала прва земља на свету која је увела потпуну забрану пушења на радном месту. Исте године, Мартин је основао Извршну власт за здравствену службу. Обављао је функцију министра за предузетништво, трговину и запошљавање од 2004. до 2008. године, пре него што га је Ахернов наследник, Брајан Ковен, именовао за министра спољних послова. Године 2009, Мартин је постао први ирски министар спољних послова који је путовао у Латинску Америку, током којег је такође обавио прву званичну посету Куби од стране било ког ирског министра. Мартин је такође посетио Картум током свог мандата као министар спољних послова, након отмице Шерон Коминс и Хилде Кавуки.
У јануару 2011. године, Мартин је поднео оставку на место министра спољних послова у знак протеста против Ковеновог вођства. Након Ковенове оставке на место лидера Фијане Фол, Мартин је изабран да га замени. Неколико недеља касније, на општим изборима 2011. године, Мартин је предводио Фијану Фол до најгорег резултата у њеној 85-годишњој историји, са губитком од 57 места и само 17,4% гласова. Остао је у вођству, поставши лидер опозиције. На општим изборима 2016. године, учинак Фијане Фол се значајно побољшао, више него удвостручивши њихову заступљеност у Дејлу: Мартин је наставио да служи као лидер опозиције.
Мартин је предводио своју странку кроз опште изборе 2020. године, на којима је Фијана Фол постала највећа странка у Дејлу за само једно место. Након дугих преговора, именован је за Танаиста 27. јуна 2020. године, предводећи велику коалицију са дугогодишњим ривалским Фајн Гејлом, што је био први пут да су ове две странке заједно владале, заједно са Зеленом странком. Према условима коалиционог споразума, Мартин је служио као Тишох прву половину петогодишњег мандата, а његов претходник Лео Вараткар је био Танаисте. Мартин је поднео оставку на место Тишоха 17. децембра 2022. године како би олакшао именовање Вараткара на ту функцију.
На општим изборима 2024. године, Фијана Фол је освојила највише места у Дејлу; Мартин је именован за Тишоха у јануару 2025. године након што је формирана нова коалициона влада.

## Младост
Мартин је рођен 1960. године у Корку и одрастао је у области Тарнерс Крос. Мартин је био син Падија Мартина (1923–2012), бившег војника у Одбрамбеним снагама, возача аутобуса CIÉ и ирског међународног боксера, и Ајлин „Лане“ Корбет (1929–2010). Био је треће дете у породици од петоро деце. Мартинов најстарији брат Шон и његов брат близанац Падраг су се касније укључили у локалну политику у Корку. Његове две млађе сестре, Ајлин и Маиред, остале су аполитичне. Мартин је похађао Колеџ Христо Ри пре него што је студирао уметност на Универзитетском колеџу Корк.
Током свог времена на универзитету, Мартин се укључио у политику. Био је истакнути члан UCC Куман из Огра Фијана Фол, омладинског крила странке, пре него што је постао национални председник Огре. Након што је дипломирао, Мартин је завршио мастер студије политичке историје. Након тога је завршио вишу диплому из образовања и започео каријеру као наставник историје на колеџу Презентација Брадерс.
Године 2009, објавио је своју мастер тезу као књигу: Слобода избора: Корк и страначка политика у Ирској 1918–1932.

## Рана политичка каријера
Мартиново време као наставника било је кратког века: отишао је после само годину дана да би постао политичар са пуним радним временом, када је обезбедио избор за Корк Корпорејшн као кандидат Фијана Фола 1985. године. Управо из ове локалне базе одлучио је да започне каријеру у националној политици нешто мање од две године касније. Мартин је био један од четири кандидата који су обезбедили номинацију Фијана Фола за кандидовање у изборној јединици Корк Јужно-Централ на општим изборима 1987. године; међутим, од те четворице је добио најмање гласова у првом кругу и није успео да буде изабран. Постао је члан националног извршног одбора Фијана Фола 1988. године.
Године 1989, Тишох Чарлс Хоги је расписао превремене изборе, а Мартин је поново додат на листу Фијана Фола у Корк Јужно-Централном округу, и том приликом је обезбедио избор за Дејл Ејреан. Од тада је поново изабран на сваким изборима.
У првих неколико година као посланик, Мартин је био члан бројних одбора парламента Ирске, укључујући оне који се баве криминалом, финансијама и ирским језиком. Обављао је функцију градоначелника Корка 1992. године. Две године касније, у децембру 1994. године, Берти Ахерн је изабран за новог лидера странке Фијана Фол, пошто је странка изгубила власт и отишла у опозицију. Међутим, Мартин се придружио Ахерновој новом опозиционом фронту почетком 1995. године као портпарол за образовање и Гелтахт.

## Каријера у Влади (1997–2011)

### Министар образовања и науке (1997–2000)
Када се Фијана Фол вратила на власт након општих избора 1997. године, Мартин је именован на новопроширену позицију министра просвете и науке. Са 36 година, био је најмлађи члан првог кабинета Бертија Ахерна. Као министар просвете и науке, његов мандат окарактерисало је повећање потрошње на свим нивоима образовања, док је покренут и низ образовних иницијатива, као што су преглед наставног плана и програма основних школа и увођење асистената за децу са посебним потребама.

### Министар здравља и деце (2000–2004)
У реконструкцији кабинета у јануару 2000. године, Мартин је именован за министра здравља и деце. Мартинов претходник, Брајан Ковен, описао је позицију као „као да сте у Анголи“, јер „нагазне мине“ могу да експлодирају у било ком тренутку.
Упркос жестоком противљењу, Мартин је увео забрану пушења дувана на свим ирским радним местима, укључујући пабове и ресторане. Дана 30. јануара 2003. године објавио је своју намеру да забрана ступи на снагу 1. јануара 2004. године. Посетио је Њујорк у септембру 2003. године како би видео како слична забрана функционише тамо и потписао је оквирну конвенцију УН о контроли дувана у њиховом седишту. Забрана пушења је уведена 29. марта 2004. године, чиме је Ирска постала прва земља на свету која је увела потпуну забрану пушења на радном месту. Дана 4. септембра 2004. године, Мартину је Европско респираторно друштво у Глазгову доделило награду за његов рад на забрани пушења.
Увео је реформу здравственог система, која је обухватала укидање здравствених одбора и оснивање Извршне власти за здравствене услуге (HSE). Дерегулисао је апотеке у земљи 31. јануара 2002. године.
У октобру 2003. године, Мартин је обећао да ће испитати случајеве симфизиотомије у ирским болницама који су се догодили током 1940-их и 1950-их и понудио бесплатну здравствену заштиту погођенима.

### Министар за предузетништво, трговину и запошљавање (2004–2008)
У септембру 2004. године, заменио је владине позиције са Мери Харни, да би постао министар за предузетништво, трговину и запошљавање. Следећег септембра, економски резултати владе о трошковима живота дошли су под лупу телевизијске емисије RTÉRip-Off Republic. То је довело до тога да је Мартин укинуо контроверзну Наредбу о намирницама из 1987. године, закон којим је забрањена продаја намирница испод цене коштања.

Писма која су садржавала претње смрћу и патроне за сачмару, од групе која себе назива Ирске грађанске одбрамбене снаге, послата су Мартину 29. фебруара 2008. године, у истакнуту клинику за плодност у Даблину.

### Министар спољних послова (2008–2011)
Након оставке Бертија Ахерна на место премијера у мају 2008. године, Мартин је подржао кандидатуру Брајана Ковена за вођу Фијана Фол.
У реконструкцији кабинета 13. маја 2008. године, након избора Брајана Ковена за премијера, Мартин је постао министар спољних послова. Једно од првих питања са којима се морао бавити био је референдум о Лисабонском споразуму.
Мартин је водио владину кампању. Упркос томе што је огромна већина владиних и опозиционих странака подржала глас „за“, бирачи су одбацили владину препоруку. Мартин и Ковен нису успели да убеде ирску јавност да подржи ратификацију Лисабонског споразума, а овај протест изражен на референдуму 12. јуна 2008. године довео је владу у велику политичку кризу.
У фебруару 2009. године, Мартин је први пут отпутовао у Латинску Америку, правећи паузе у Мексику и Хавани; то је био први пут да је министар ирске Владе званично посетио Кубу.
У септембру 2009. године, отпутовао је у Картум како би са суданском владом разговарао о отмици Шерон Коминс и Хилде Кавуки.
7. фебруара 2010. године, бранио је реконструкцију ирске амбасаде у Отави, у Канади, вредну 4,4 милиона евра. Док је био у Бриселу 22. фебруара 2010. године, испитивао је министра спољних послова Израела Авигдора Либермана о коришћењу лажних ирских пасоша у атентату на Махмуда ел Мабхуха.
17. марта 2010. године, састао се са председником Сједињених Држава Бараком Обамом у Белој кући, заједно са председником владе Брајаном Ковеном.
26. маја 2010. године, састао се са високим кинеским званичницима у Пекингу, како би разговарали о односима између Кине и Ирске, пре него што је отпутовао у Шангај. Док је био тамо, посетио је ирски павиљон на Експо 2010. у граду.
Дана 28. јуна 2010. године, започео је петодневно путовање у Уганду и Етиопију, где је посетио зграде и састао се са министрима и пословним људима.

## Вођа Фијанe Фолa (2011–тренутно)

### 2011
У септембру 2010. године, након катастрофалног радио интервјуа у емисији Morning Ireland у раним јутарњим сатима, појавиле су се сумње у способности и политичкој процени Брајана Ковена као премијера и лидера странке. Ковен је преживео; међутим, истог месеца, Мартин је признао да су он и други чланови кабинета, наиме Брајан Ленихан и Дермот Ахерн, гајили амбиције да воде странку уколико се упразни место. Док су неки побуњени посланици и сенатори из редова Фијане Фол позивали на Ковенов одлазак, ниједан министар кабинета није јавно иступио да изазове актуелног председника. Упркос томе, Мартин је поново изразио интересовање да се кандидује за лидера Фијане Фол када се упразни место у децембру 2010. у радио програму Saturday View на RTÉ-у.
Дана 16. јануара 2011. године, Мартин је најавио да ће гласати против Брајана Ковена у предстојећем гласању о поверењу његовом руководству странке. Понудио је оставку на место министра спољних послова, али је Ковен у почетку одбио његову оставку. Након резултата предлога, који је Ковен добио, оставка је прихваћена.
Дана 22. јануара 2011. године, само неколико дана након што је добио гласање о поверењу, Брајан Ковен је објавио да се повлачи са места лидера странке Фијана Фол, али да ће остати Тишох. У посебном програму RTÉ News тог дана, бројни посланици и сенатори странке Фијана Фол јавно су подржали Мартина за лидерство. Касније те вечери, Мартин је званично објавио своју намеру да тражи подршку за лидерство странке Фијана Фол. Одмах је виђен као фаворит; међутим, бројни други кандидати, укључујући Брајана Ленихана, Еамона О'Куива и Мери Ханафин, ушли су на изборе како би осигурали победу.
Дана 26. јануара 2011. године, парламентарна странка Фијана Фол састала се да изабере новог лидера. Мартина је предложила Дара Калери, а подржала Ајне Брејди, и добио је 33 гласа прве преференције. Након што су Ханафин и Ленихан елиминисани из такмичења и њихови вишак гласова расподељен, Мартин је изашао са 50 гласова и изабран је за осмог лидера Фијане Фол. Након избора, обећао је да ће поново оживети Фијану Фол од њених традиционалних корена у центру, верујући да Фијана Фол никада није испунила очекивања ирском народу кроз етикете левице и деснице.
Мартин је предводио странку на општим изборима 2011. године, на којима је Фијана Фол збачена са власти у најгорем поразу актуелне владе у историји ирске државе. Странка је доживела да је број гласова у првом преференцијалном кругу више него преполовљен. Без значајних трансфера гласова, пребројавање гласова се брзо претворило у пораз. На крају, Фијана Фол је изгубила 57 места, што представља пад од 75% – најгори изборни резултат у њеној 85-годишњој историји. Странка је пала на само 20 места за треће место – први пут за 79 година да није била највећа странка у Дејлу.
Иако су Мартин и други лидери Фијане Фола рано закључили да неће бити поново изабрани на још један мандат у влади, били су изненађени тежином пораза; надали су се да ће задржати најмање 30 места. Након онога што је описано као „пораз историјских размера“, Мартин је обећао да ће обновити странку „на сваком нивоу“.
Током избора за Сенат, Мартин је препоручио подршку за 10 кандидата, у покушају да унесе нову крв у парламентарну странку. Ово је изазвало негодовање одборника Фијане Фола и актуелних сенатора Фијане Фола. Само пет од препоручених десет је изабрано, иако је странка постигла боље резултате него што се очекивало, освојивши четрнаест места.
У августу 2011. године, Мартин се обратио Геју Бирну као могућем кандидату за председничке изборе, али је овај приступ изазвао контроверзу унутар његове странке, која је фаворизовала интерног кандидата, Брајана Кроулија, што је погоршано одбијањем номинације од стране Бирна и повлачењем Кроулија из процеса. У анкети спроведеној у септембру 2011. године, популарност партије Фијана Фол пала је на 10%, што је неколико поена ниже од њеног учинка на изборима у фебруару 2011. године.

### 2016–2018
Године 2016, критиковао је Фајн Гејл због планова да смањи порез на доходак физичких лица у Ирској на нивое виђене у Сједињеним Државама.
На општим изборима 2016. године, Мартин је предводио Фијану Фол до скромног опоравка, са заступљеношћу од 44 места у парламенту од 158 чланова. Године 2016, био је номинован за Тишоха, али ниједан кандидат није добио довољно гласова да буде номинован за Тишоха.
Мартин је такође био портпарол странке за Северну Ирску.
У јануару 2018. године, Мартин је изјавио да би подржао ублажавање става Ирске о побачају, наводећи „окрутну нефлексибилност и ненамерне последице“. Конкретно, рекао је да би „гласао за укидање Осмог амандмана и за дозвољавање побачаја на захтев до краја првог тромесечја“, што је довело до извесног политичког сукоба унутар Фијане Фол. 31 страначки депутат и сенатор позирало је за фотографију показујући своје противљење укидању осмог амандмана, при чему је преко половине парламентарне странке подржало гласање против.
У новембру 2018. године, Варадкар и Мартин су се расправљали око повећања пореза на угљеник, што је довело до тога да је скоро прекинут рад парламента за тај дан. Мартину је у децембру 2018. године донета одлука о томе да ли да започне преговоре о поновном преговарању о споразуму о поверењу и снабдевању. У децембру 2018. године, Мартин је искључио опште изборе 2019. године, пристајући на једногодишње продужење између своје странке и Фајн Гејла у „националном интересу“ Ирске.

## Тишох (2020–2022)
Дана 27. јуна 2020. године, Мартин је изабран за премијера, у историјском коалиционом споразуму којим је његова странка Фијана Фол ушла у владу са Зеленом странком и Фајн Гејлом, њеним историјским ривалима. Већина од 93 члана Дејла гласала је за његово преузимање те функције, док је 63 члана гласало против њега. Као део споразума, Варадкар је постао Танаисте у Мартиновој влади и заменио је улоге са Мартином у децембру 2022. године, отприлике две и по године након почетка петогодишњег парламентарног мандата.
У јулу 2020. године, након открића о вожњи у пијаном стању, отпустио је Барија Ковена са места министра за пољопривреду, храну и поморство. Ковенова наследница Дара Калери поднела је оставку у августу те године након скандала Голфгејт, након што је присуствовала друштвеном догађају који је организовало Голф друштво Оиреахтас, што је било супротно националним здравственим смерницама у вези са текућом пандемијом COVID-19.
У јулу 2021. године, Фијана Фол је претрпела оно што су многи извори назвали најгорим изборним поразом странке икада, када је странка изузетно лоше прошла на ванредним изборима за Даблин Беј Саут 2021. године. Након тога, дошло је до великих немира унутар Фијане Фол, а бројни депутати, попут Џима О'Калагана, Катала Кроуа, Џејмса Лолеса и Марка Макшерија, отворено су јавно доводили у питање да ли Мартин треба да води странку на следећим општим изборима.
Касно 16. марта 2022. године, Мартин је био позитиван на КОВИД-19 док је био на догађају у Вашингтону, Сједињене Америчке Државе, који се одржавао поводом Дана Светог Патрика. То је значило да Мартин није могао лично да се састане са председником Сједињених Држава Џоом Бајденом у Белој кући, како је планирано следећег дана. Бајден и Мартин су се уместо тога састали виртуелно, а Мартин се изоловао у Блер кући. Пошто се није могао вратити у Ирску како је планирано, Мартин је планирао да председава следећим састанком кабинета из ирске амбасаде у Вашингтону.
Мартин је званично посетио Украјину у јулу 2022. године усред руске инвазије на Украјину. Ово је била прва званична посета председника владе Украјини. Мартин је изјавио да ће пружити подршку придруживању Украјине Европској унији и осудио нападе на цивиле.
Као део коалиционог споразума из 2020. између Фијана Фол, Фајн Гејла и Зелене странке, Мартин је поднео оставку на место председника владе 17. децембра 2022. године како би омогућио именовање Леа Вараткара за председника владе и формирање нове владе, која ће бити наставак тространачке коалиције до краја 33. Дејла.

## Танаисте, Министар спољних послова и одбране (2022–2025)
Дана 17. децембра 2022. године, Мартин је именован за Танаиста, министра спољних послова и министра одбране у реконструкцији кабинета након именовања Леа Варадкара за премијера.
Дана 12. априла 2023. године, Мартин се састао са председником САД Џоом Бајденом док је обилазио замак Карлингфорд и Дандалк у округу Лаут, током Бајденове четвородневне посете острву Ирској.
Године 2023, Мартин је покренуо Консултативни форум о међународној безбедносној политици, четвородневну конференцију у три града на тему међународне безбедности, која ће се одржати у јуну. Програм форума критиковао је председник Ирске, Мајкл Д. Хигинс.
У марту 2024. године, Мартин је критиковао израелску блокаду Појаса Газе, рекавши да је „употреба глади као оружја у рату очигледно кршење међународног хуманитарног права“.

## Тишох (2025–тренутно)
На општим изборима 2024. године, Мартин је поново изабран у Дејл. Мартин је добио награду „Политичар године“ од стране часописа „Журнал“ за свој учинак и изборни резултат. Поново је изабран за Тишоха гласањем од 95 до 76 гласова од стране Дејла 23. јануара 2025. године, након коалиционог споразума између Фијане Фола, Фајн Гејла и уз подршку неколико независних депутата.
У марту 2025. године, Мартин је осудио обновљене израелске нападе на Појас Газе и позвао све стране да поштују примирје и споразум о ослобађању талаца.

## Приватни живот
Мартин је упознао Мери О'Ши на универзитету; касније су се венчали 1990. године и имали су укупно петоро деце. Њихов син, Руаири, преминуо је у петој недељи 2000. године од синдрома изненадне смрти одојчади. Њихова седмогодишња ћерка, Леана, преминула је у октобру 2010. године, непосредно пре свог осмог рођендана у лондонској болници Грејт Ормонд Стрит, након што је патила од срчане болести. Његово троје друге деце су Килијан, Аојбе и Микеал Аод, који је голман галског фудбала.

## Спољашне везе
- Званични веб-сајт
- Страница Мишела Мартина на веб-сајту Фијане Фајл